# Zhunge'erzhao
Zhunge'erzhao (kinesiska: 准格尔召, 准格尔召乡) är en socken i Kina. Den ligger i den autonoma regionen Inre Mongoliet, i den norra delen av landet, omkring 190 kilometer sydväst om regionhuvudstaden Hohhot.
Genomsnittlig årsnederbörd är 668 millimeter. Den regnigaste månaden är juli, med i genomsnitt 191 mm nederbörd, och den torraste är januari, med 1 mm nederbörd.